# Gotardo de Hildesheim
Gotardo de Hildesheim (em alemão:  Godehard von Hildesheim) é um santo da Igreja Católica nascido na Alemanha. No Brasil existe uma cidade com o nome do santo: São Gotardo (Minas Gerais).

## Vida e obras
Seus pais, profundamente cristãos, notaram, desde cedo, existir no menino algo de extraordinário. Desde pequeno ele demonstrou ser vocacionado à vida religiosa-sacerdotal. Tinha o costume de sair de casa e ir até a igreja do mosteiro para acompanhar a missa.
Os pais, temendo que lhe acontecesse algum acidente no trajeto da casa até o mosteiro, por ser ainda muito pequeno, deram ordem aos criados que deixassem as portas da casa fechadas durante o dia. Mas o menino, quando viu que a porta estava fechada impedindo que fosse à igreja, começou a chorar, fazendo com que os pais o acompanhassem na missa.
Chegando à idade estudantil, frequentou o Mosteiro de Alteich. Seus pais queriam que ele aprendesse ciências humanas e as ciências dos santos. Seu progresso foi tão grande que ele foi aceito entre os cônegos do mosteiro apesar de ter apenas 14 anos.
Com o tempo, Gotardo tornou-se o assessor do bispo, depois recebeu o sacramento do diaconato, ficando a serviço da igreja do mosteiro. Após um tempo, foi escolhido superior do mosteiro.
Quando completou os seus estudos eclesiásticos, o bispo Dom Cristiano queria ordená-lo sacerdote, mas de início Gotardo não aceitou. Como o bispo insistiu, Gotardo acabou aceitando.
Com o tempo, Gotardo tornou-se monge e depois abade. No ano de 1020, faleceu Dom Benvardo, bispo de Hildesheim, e o imperador indicou Gotardo para ser seu sucessor. Após diversas recusas, ele acabou aceitando porque teve uma visão.
Morreu com a idade de 77 anos. Completou 15 anos e 5 meses de episcopado.

## Devoção
Em 4 de maio de 1132, Bernardo, bispo sucessor de Gotardo, transladou as relíquias da igreja da abadia para a catedral em Hildesheim. Em 5 de maio, a primeira festa litúrgica em honra a Gotardo foi celebrada e milagres foram atribuídos as recém-chegadas relíquias. A veneração do santo se espalhou para a Escandinávia, Suíça e para a Europa Oriental.
Além disso, a Abadia de Niederaltaich tornou o seu famoso abade o santo padroeiro de sua famosa escola de Gramática na abadia, o St.-Gotthard-Gymnasium.
Segundo uma antiga tradição ticinesa, a pequena igreja no Passo de São Gotardo (San Gottardo) nos Alpes Suíços foi fundada por Galdino della Sala, arcebispo de Milão (r. 1166 - 76). Goffredo da Bussero, porém, atribui a fundação da igreja a Enrico de Settala, arcebispo de Milão entre 1213 e 1230. O hospício foi entregue aos cuidados da Ordem dos Capuchinhos em 1685 por Frederico II Visconti e, posteriormente, passou para o controle da fraternidade de Ticino.